# Orszanka
Orszanka (ros. Оршанка, mar. Öрша) – osiedle typu miejskiego w środkowej Rosji, na terenie wchodzącej w skład tego państwa Republiki Mari El, we wschodniej  Europie.
Miejscowość liczy 6907 mieszkańców (1 stycznia 2005 r.).